# موج زمینی
امواج زمینی (به انگلیسی: Ground waves) امواج رادیویی هستند که به‌موازات و در مجاورت سطح زمین منتشر می‌شوند و انحنای زمین فراتر از افق مرئی را دنبال می‌کنند. این تابش به‌عنوان موج سطحی نورتون (به انگلیسی: Norton surface wave) یا به عبارت بهتر موج زمینی نورتون (به انگلیسی: Norton surface wave) شناخته می‌شود، زیرا امواج زمینی در انتشار رادیویی به سطح محدود نمی‌شوند.
فاصله خط دید معمولی تا افق در بهترین حالت برای یک آنتن روی یک برج بلند حدود ۸۰ تا ۱۰۰ کیلومتر (۵۰ تا ۶۰ مایل) است. اما سیگنال‌هایی در فرکانس متوسط یا پایین مشاهده می‌شود که چند صد مایل فراتر از افق را طی می‌کنند، در برخی موارد تا چندین هزار کیلومتر. این اثر «در آغوش گرفتن زمین» را موج زمینی می‌نامند، برخلاف موج مستقیم یا موج آسمانی. این اثر برای سیگنال‌هایی در فرکانس‌های VHF یا UHF، که معمولاً فقط در حدود ۱۰۰ کیلومتر (۶۰ مایل) به افق منتشر می‌شوند، رخ نمی‌دهد.
ایستگاه‌های رادیویی AM برای پوشش مناطق شنیداری خود، که ممکن است شعاع چند صد مایلی باشد، به انتشار امواج زمینی متکی هستند.

## نمای‌کلی
امواج رادیویی با فرکانس پایین، زیر ۳مگاهرتز، به‌طور مؤثر به عنوان امواج زمینی حرکت می‌کند. در نامگذاری ITU، این شامل (به ترتیب):امواج فرکانس متوسط (MF)، فرکانس پایین (LF)، فرکانس بسیارپایین (VLF)، فرکانس فراپایین (ULF)، فرکانس ابرپایین (SLF)، فرکانس بساپایین (ELF) هستند.
انتشار در زمین به این دلیل کار می‌کند که امواج با فرکانس پایین به دلیل طول‌موج‌های بلندشان به شدت در اطراف موانع پراشیده می‌شوند و به آنها اجازه می‌دهد مکرراً به سمت پایین خم شوند تا انحنای زمین را دنبال کنند.
با بازتابش اشتباه نگیرید. بازتابش همچنین باعث خم شدن امواج رادیویی به سمت زمین می‌شود و فاصله انتشار را کمی افزایش می‌دهد، اما بازتابش به تنهایی به‌طور کلی افق رادیویی را تا حدود ۱۵٪ (۴/۳) گسترش می‌دهد که برای توضیح فواصل بسیار طولانی تری که امواج زمینی برای انتشار مشاهده می‌شوند کافی نیست. بازتابش در فرکانس‌های پایین‌تر کاهش می‌یابد، در حالی که پراش در فرکانس‌های پایین‌تر افزایش می‌یابد. سیگنال‌های موج متوسط و موج بلند آنقدر طول موج دارند که برآمدگی‌های کوه و تپه‌های کم ارتفاع مانند یک لبه چاقو عمل می‌کنند و سیگنال‌ها را به سمت پایین در دره‌های پشت چنین موانعی پراشیده می‌کنند. خود افق ممکن است به‌عنوان مانعی عمل کند که امواج بلند در اطراف آن پراشیده می‌شوند، مانند زمانی که امواج با فرکانس پایین مشاهده می‌شوند تا هزاران کیلومتر را در اقیانوس‌های باز طی کنند، جایی که هیچ مانعی با لبه‌های تیز وجود ندارد.
امواج زمینی در قطبش عمودی منتشر می‌شوند که میدان مغناطیسی آنها افقی و میدان الکتریکی (نزدیک به) عمودی است.
رسانایی سطح بر انتشار امواج زمین تأثیر می‌گذارد، با سطوح رسانای بیشتر مانند آب دریا، انتشار بهتری را ارائه می‌دهد. افزایش رسانایی در یک سطح باعث اتلاف کمتر می‌شود. ضریب شکست در معرض تغییرات مکانی و زمانی است. از آنجایی که زمین یک رسانای الکتریکی کامل نیست، امواج زمینی زمانی که سطح زمین را دنبال می‌کنند ضعیف می‌شوند. جبهه‌های موج در ابتدا عمودی هستند، اما زمین که به‌عنوان یک دی‌الکتریک با تلفات عمل می‌کند، باعث می‌شود موج در حین حرکت به سمت جلو متمایل شود. این مقداری از انرژی را به‌سمت زمین هدایت می‌کند که در آنجا پراکنده می‌شود، به‌طوری که سیگنال به‌طور تصاعدی کاهش می‌یابد.

## کاربردها
بیشترین مخابرات رادیویی بُردبُلند با LF «موج‌بُلند» (بین ۳۰ کیلوهرتز و ۳۰۰ کیلوهرتز) نتیجه انتشار امواج زیرزمینی است. انتقال امواج رادیویی متوسط (فرکانس‌های بین ۳۰۰ کیلوهرتز و ۳۰۰۰ کیلوهرتز)، از جمله باند پخش AM، هم به عنوان امواج زمینی و هم برای مسافت‌های طولانی‌تر در شب، به عنوان امواج آسمانی حرکت می‌کند. اتلاف زمینی در فرکانس‌های پایین‌تر کمتر می‌شود و پوشش ایستگاه‌های AM را با استفاده از انتهای باند پایین‌تر افزایش می‌دهد. فرکانس‌های VLF و LF بیشتر برای ارتباطات نظامی به خصوص با کشتی‌ها و زیردریایی‌ها استفاده می‌شود. هرچه فرکانس کمتر باشد امواج بهتر به آب دریا نفوذ می‌کنند. امواج ELF (زیر ۳ کیلوهرتز) حتی برای برقراری ارتباط با زیردریایی‌های غوطه ور در عمق استفاده شده است.
امواج زمینی در رادار فرا افق استفاده شده است که عمدتاً در فرکانس‌های بین ۲ تا ۲۰ مگاهرتز عمل می‌کند. بر فراز دریا، که دارای رسانایی کافی بالا برای انتقال آنها می‌باشد و از فاصله معقول (تا ۱۰۰) کیلومتر یا بیشتر است؛ رادار فرا-افق همچنین از انتشار امواج آسمانی در فواصل بسیار بیشتر استفاده می‌کند). در توسعه رادیو، امواج زمینی به‌طور گسترده مورد استفاده قرار گرفت. خدمات رادیویی تجاری و حرفه‌ای اولیه منحصراً بر امواج بلند، فرکانس‌های پایین و انتشار امواج زمینی متکی بودند. برای جلوگیری از تداخل با این سرویس‌ها، فرستنده‌های آماتور و آزمایشی به فرکانس‌های بالا (HF) محدود می‌شدند، که احساس می‌شد از آنجایی که دامنه امواج زمینی آنها محدود بود، بی‌فایده هستند. با کشف سایر حالت‌های انتشار ممکن در فرکانس‌های موج متوسط و موج کوتاه، مزایای HF برای اهداف تجاری و نظامی آشکار شد. سپس آزمایش آماتور فقط به فرکانس‌های مجاز در این محدوده، محدود شد.

## اصطلاحات مرتبط
موج متوسط و موج کوتاه در شب از یونوسفر بازتاب می‌شود که به عنوان موج آسمانی شناخته می‌شود. در طول ساعات روز، لایه D پایینی یونوسفر تشکیل می‌شود و انرژی فرکانس کمتری را جذب می‌کند. این مانع از انتشار امواج آسمانی در فرکانس‌های موج متوسط در ساعات روشنایی‌روز می‌شود. در شب، زمانی که لایه D از بین می‌رود، انتقال امواج متوسط با امواج آسمانی بهتر انجام می‌شود. امواج زمینی شامل امواج یونوسفر و تروپوسفر نمی‌شود.